# Notoschoenomyza sulfuriceps
Notoschoenomyza sulfuriceps är en tvåvingeart som beskrevs av Malloch 1934. Notoschoenomyza sulfuriceps ingår i släktet Notoschoenomyza och familjen husflugor.
Artens utbredningsområde är Uruguay. Inga underarter finns listade i Catalogue of Life.